# Enter the Gate
Enter the Gate är det femte studioalbumet av den svenska kristna power metalgruppen Narnia.

## Låtlista
1. "Into This Game" - 4:36
2. "People of the Bloodred Cross" - 4:38
3. "Another World" - 6:05
4. "Show All the World" - 5:10
5. "Enter the Gate" - 4:36
6. "Take Me Home" - 6:57
7. "This Is My Life" - 4:18
8. "Aiming Higher" - 5:12
9. "The Man From Nazareth" - 8:38